# 須藤聡明
須藤 聡明（すどう としあき、1955年9月6日 - ）は、茨城県出身のプロゴルファー。

## 来歴
取手一高時代は野球部に在籍し、後に共にプロゴルファーになっている同年の青柳公也がチームメイトであった。2年次の1972年春と3年次の1973年夏には甲子園に出場し、1973年夏は初戦で敗退したが、須藤は2番・遊撃手で出場して5打数2安打と活躍。
その頃に爆発的な人気を集めた尾崎将司に憧れてゴルフへ転向し、高校卒業と同時にプロゴルファーを目指して神奈川県の鎌倉CCに入り、2年後には千葉県の銚子CCに移って6年間修業を積む。
1981年には6度目の挑戦でプロテストに合格し、1982年の美津濃プロ新人でデビュー。
1984年の茨城オープンでは初日を69で中川泰一・金谷多一郎と並んでの3位でスタートし、最終日には金子登喜雄・中川・岩下吉久に次ぐと同時に松井功・中瀬芳治・石井富男・金谷と並んでの4位タイに入った。
1988年にはCITICORP OPENで最終日に68をマークして泉川ピート・安田春雄・高見和宏・植田浩史・町野治と並んでの9位タイ、よみうりサッポロビールオープンでツアー自己最高の11位に入るなど夏場に調子を上げる。広島オープンでは初日にパットがよく入り、11番で7mを沈めるなど次々とバーディーパットを決め、試合では初となる65の好スコアをマークし、首位に立った。
賞金ランクでは1987年が292位、1988年が98位であり、プロ9年目の1989年にはダイワKBCオーガスタとサントリーオープンで途中まで上位に残りながらシード権が頭にチラついて崩れた。
ラークカップでは3日目に前日、予選を通った安心感から攻撃的なゴルフを見せ、ピンをデッドに狙い、10m近いパットを次々にねじ込んで16番まで7バーディー。一時、単独首位に立った11番でバーディーを逃すと、コースレコードを意識した18番では3パットのボギーに終わったが、この日のベストスコア66をマークし、牧野裕と共に2位タイに躍進。最終日には優勝したブライアン・ジョーンズ（オーストラリア）にしぶとく食い下がり、4打差2位となって賞金1600万円を手にし、賞金ランク26位で初シードを手にする。
続くアコムダブルスでは、同じ高校出身の青柳に自ら「一緒に出よう」と声をかけて異色ペアを組み、最終日には大会新の通算33アンダー255で前日8位から首位に立つ。ロジャー・マッカイ&ウェイン・スミスの豪州ペアとのプレーオフでは須藤組が2ホール目でパーをセーブしたのに対し、マッカイ組がパーパットを外して決着がつく。プロ初優勝 で賞金1100万円を獲得し、試合後には二人で「最高です」を連発した。
1990年の日本プロマッチプレーに初出場し、1回戦で中村通を破るなど波乱を演出すると、尾崎健夫との2回戦でも大物食いぶりを見せる。須藤1アップで迎えた最終18番で尾崎健がバーディーを奪ってイーブンとなり、エキストラにもつれこんだが、2ホール目（通算20ホール目）でグリーン手前バンカーに落としてボギーとした尾崎健に対して、須藤はパーをセーブして振り切り、準々決勝に進んだ。準々決勝は倉本昌弘と対戦し、アウトを取ったり取られたりでイーブンで折り返した10番、倉本は右のバンカーに入れたの対して須藤は4mに乗せた。ピンまで10mはあるバンカーショットを倉本が直接放り込むと、須藤はバーディーパットを外し敗退。
同年はインペリアルトーナメントで中村・重信秀人・尾崎直道・飯合肇に次ぐ5位、日本プロでは金子柱憲・牧野裕、デビッド・イシイ（アメリカ）と並んでの6位タイに入った。
1992年はペプシ宇部興産で大町昭義・上野忠美・奥田靖己・佐々木久行・横山明仁と並んでの9位タイに入り、同年に裏シードを獲得した以後は、QTからツアー出場を目指していたもののファイナルへ駒を進められなかったり、最後まで行っても上位に入れずチャレンジツアー出場がやっとという年も多かった。
1993年はブリヂストン阿蘇オープン6位タイ、茨城オープンでは比嘉勉・白浜育男・若木進一・新関善美と並んでの5位タイに入る。
1994年はJCBクラシック仙台で3日目に68をマークして同組で71の中嶋常幸に勝つと、最終日は最終組で倉本と回り、マッカイと共に倉本と2打差の2位タイ に入った。
2003年のNST新潟オープンを最後にレギュラーツアー、2004年のPGMシリーズ第5戦大日向チャレンジを最後にチャレンジツアーから引退。
2005年はシニアルーキーの年であったが、シニアツアーはシーズン半ばを過ぎていたため、レギュラーツアーのQTに専念。シニアの選手登録は見送ったが、PGAとは別に独自の予選会（全国4会場）を行っているJGAの日本シニアオープンは、日高CCでの予選がたまたま須藤の満50歳の誕生日ということもあり、エントリー。
50歳の誕生日で期待しすぎた須藤は自分自身にプレッシャーをかけてしまい、最終ホールでカラーから3パットのボギーにしてしまうなど、3オーバーの22位タイでホールアウト。日高CCの予選から本戦出場枠は19人で、18位タイの2オーバーまでがカウントバックで予選通過であったため、1打差で同年のデビューは諦めていたが、有資格者から欠場者が出て、10月中旬に須藤の元にJGAからエントリー用紙が届く。
全く諦めていた須藤は驚いたが、大会初日には1アンダーの3位タイと好スタートを切り、2日目はイーブンの足踏み状態で5位タイと順位を落としたが、3日目には68をマークして通算5アンダーの2位タイに浮上。首位の友利勝良と2打差で最終日を迎え、持ち前の粘り強い堅実なプレーで首位に1打差の2位タイに入る健闘を見せる。
最初は逆転優勝と単独3位以内に入ることを目標にプレーしたが、途中で友利が9アンダーまで伸ばして4打差になってしまい、これは逃げ切りだなと思ったため、最後に1打差になるなど思っておらず、2位狙いの手堅いゴルフになってしまう。試合終了後にしきりに悔しがったが、友利と共に2位タイとなり468万円余りで獲得賞金ランク19位とし、翌年の出場権を獲得。
2006年はシニアツアー全試合に出場、トップ10入りは無かったが、全試合で賞金を獲得してシード権を守った。
2007年はコマツオープンの5位タイがベストもコンスタントな成績で賞金ランク25位とし3年連続、2008年は小林旭・三甲シニアの5位タイがベストもコンスタントな成績で賞金ランク30位とし4年連続でシード権を獲得。

## 主な優勝
- 1989年 - アコムダブルス